# Diocèse d'Ełk
Le diocèse d'Ełk (en latin : Dioecesis Liccanensis) est un diocèse catholique de Pologne de la province ecclésiastique de Warmie dont le siège est situé à Ełk. Il comprend la partie orientale de la Voïvodie de Varmie-Mazurie et la partie septentrionale de la voïvodie de Podlachie. En 2023, son territoire est divisé en 21 doyennés et 152 paroisses, servis par 5 diacres et 319 prêtres. L'évêque actuel est Jerzy Mazur (en), depuis 2003.  

## Historique
Le diocèse a été érigé le 25 mars 1992, dans le cadre de la réorganisation des diocèses polonais ordonnée par le pape Jean-Paul II avec la bulle Totus tuus Poloniae populus, prenant son territoire des diocèses de Łomża et de Varmie (élevé au rang d'archidiocèse).
Le 16 avril de la même année 1992, le séminaire diocésain est inauguré.
Le 7 octobre 1993, dans la lettre apostolique Christifideles dioecesis, le pape Jean-Paul II lui-même confirme la Vierge Marie, invoquée sous le titre de Mater Ecclesiae, comme patronne principale du diocèse, et saint Adalbert, évêque et martyr, comme patron secondaire.

Localisation du diocèse.
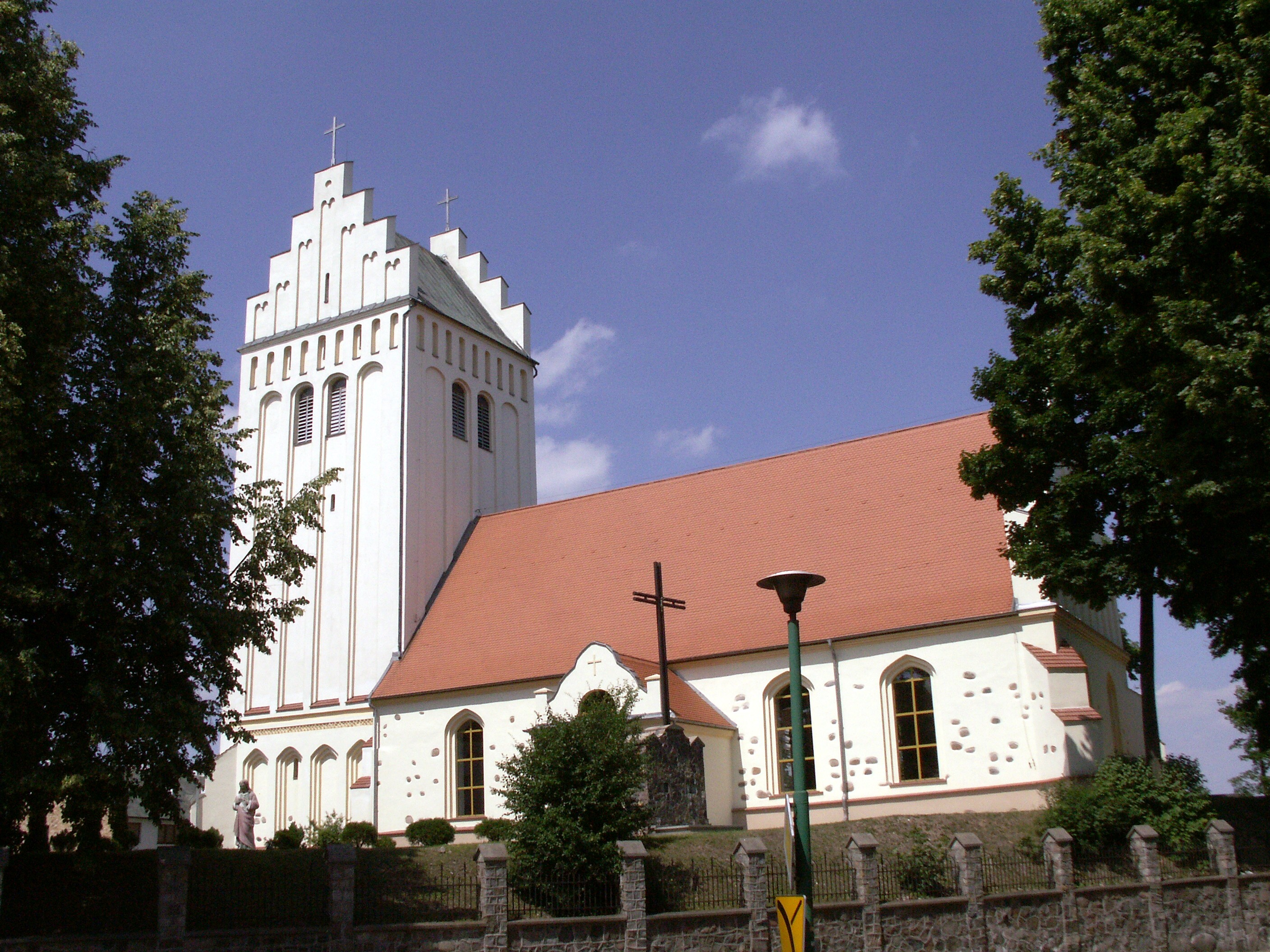
La co-cathédrale de la Bse-Vierge-Marie-Mère-de-l'Église de Gołdap.
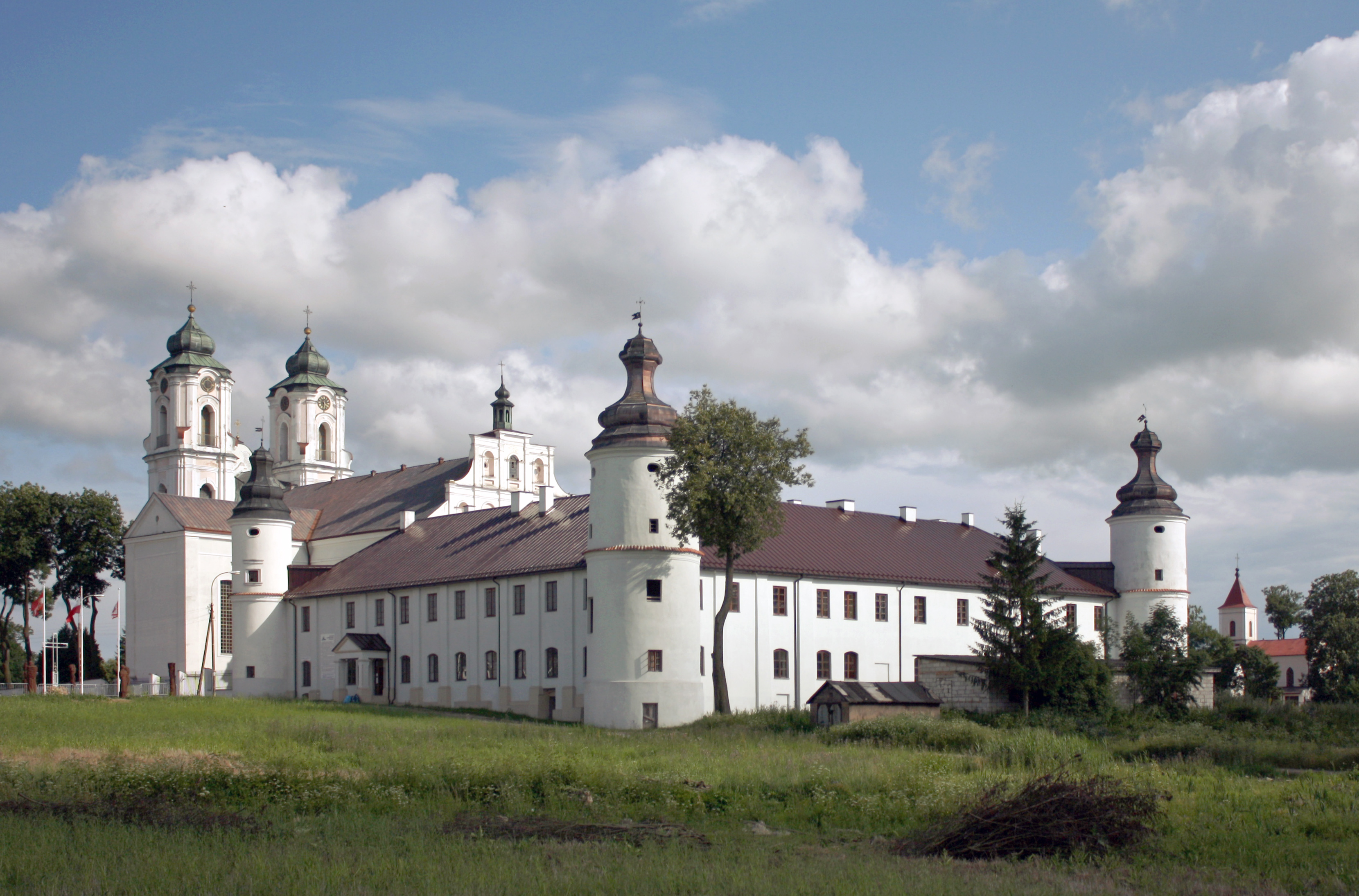
Le monastère dominicain de Sejny, avec sa basilique de la Visitation.

## Églises importantes du diocèse d'Elbląg
L'église Saint-Adalbert-Évêque-et-Martyr (pl) (en polonais : Katedra św. Wojciecha Biskupa i Męczennika) est la cathédrale d'Ełk.
La cocathédrale de la Bienheureuse-Vierge-Marie-Mère-de-l'Église (en polonais : Konkatedra Najświętszej Maryi Panny Matki Kościoła) de Gołdap.
La cocathédrale Saint-Alexandre (en polonais : Konkatedra św. Aleksandra) de Suwałki.
- Basiliques mineures :
  - Basilique de la Visitation-de-la-Bienheureuse-Vierge-Marie (en polonais : Bazylika Nawiedzenia Matki Bożej) de Sejny.
  - Basilique du Sacré-Cœur-de-Jésus (en polonais : Bazylika Najświętszego Serca Jezusowego) d'Augustów.

## Évêques
- Wojciech Ziemba, du 25 mars 1992 jusqu'au 16 novembre 2000, puis archevêque de Białystok,
- Edward Eugeniusz Samsel, du 16 novembre 2000 jusqu'à sa mort le 17 janvier 2003,
- Jerzy Mazur (en) (S.V.D.), depuis le 17 avril 2003.

- Évêques auxiliaires :
  - Edward Eugeniusz Samsel, du 25 mars 1992 jusqu'au 16 novembre 2000, puis évêque,
  - Romuald Kamiński, du 8 juin 2005 jusqu'au 14 septembre 2017.
  - Adrian Józef Galbas, du 12 décembre 2019 jusqu'au 4 décembre 2021.